# Stancsics Erzsébet
Stancsics Erzsébet (Székesfehérvár, 1944–) magyar író, költő

## Élete
A Táncsics család leszármazottja.
Zenekonzervatóriumot végzett karvezető tanszakon, majd Egészségügyi Főiskolát.
Eddig 6 verses- és 3 prózai kötete jelent meg, több, mint 80 antológiában vett részt.Alapító tagja volt Budapesten a Cserhát Művész Körnek[forrás?]. Irodalmi újságok rendszeresen közlik írásait, tudósításait, színház,- és könyvkritikáit, például a Kláris, Koszorú, Rímkovácsok, Pécsi Új Hang, a Pápai és Balatoni Kristály, Szirt, Hírhozó, stb. Gyakran szerepel a tv művészeti-irodalmi műsoraiban. Vezetőségi tagja a Krúdy Gyula Irodalmi Körnek, és a Rímkovácsoknak, tagja a Tűzedzők Társaságának, Művészetbarátok Egyesületének, a Berzsenyi Társaságnak, és az Írók Szakszervezetének. Az „Egy mindért, mind egyért” művészformációval rendszeresen járja az országot, kiállítások és irodalmi estek megnyitóján vesz részt.

## Kitüntetései
- Krúdy Gyula emlékérem 2003
- Tűzedzők Művészeti Nívódíj 2003
- Kláris Nívódíj I. fokozat 2004
- AKIOSZ nemzetközi prózaíró verseny I. díj

## Elismerései
- Pécsi Új Hang Elismerő Oklevél.
- A „Who is WHo” svájci enciklopédiában megjelent életrajza és irodalmi munkássága.
- A Budapest TV-ben a „Nap embere” megtisztelő címet kapta.
- 2005-ben a „Bodnár István” Művészeti, Irodalmi és Tudományos Alkotói oklevéllel tüntették ki.
- Munkássága szerepel a Magyar Irodalom Évkönyvében, valamint a tokaji Kislexikonban.
- 2005-ös tanévben a csepeli Jedlik Ányos középiskolában verse érettségi tétel volt.
- A Táncsics Galéria irodalmi vezetője, valamint a Fúzió rádió heti adásait vezeti.
- Átvehette Táncsics Mihály számára posztumusz elismerésként A Magyar Kultúra Lovagja kitüntető címet (2007).
- Megkapta A Magyar Kultúra Lovagja címet (2025).

## Megjelent kötetei
- A múzsa homlokát (versek társsz.) 1991
- Versek (versek társsz.) 1995
- Magunk nyelvén (versek társsz.) 1996
- Szavaim – színeim (versek) 1998
- Hidegkúti történetek (próza) 2000
- Hidegkút ege alatt (próza) 2002
- Létünk: itt élünk! (versek társsz.) 2004
- Fortélyok nélkül (versek) 2005
- Csöndes merészen (próza) 2006
- Szem-látomás; Biró, Bp., 2008
- 1848/49-es forradalmunk és 1849. október 6-i mártírjaink szerepe a feudalista korszak leváltásában. Domokos Imre 2009. október 8-i előadása a Budapesti Történeti Múzeum BTM-TKME Klubjában a dicsőséges tavaszi hadjárat és 1849. október 6. 160. évfordulójára Simon M. Veronika festőművész évfordulós tárlatához kapcsolódva és Stancsics Erzsébet író megemlékezése; Páros Print, Bp., 2009
- Hatodik érzék-kel(l); Biró, Bp., 2016